# アシポヴィーチ
オシポヴィチ（またはアシポヴィーチ、ベラルーシ語: Асiповiчы、ロシア語: Осиповичи）は、ベラルーシのマヒリョウ州に属する人口35,400人の市。州都モギリョフから南に136km、ミンスク-ホメリ間の高速道路から北に3kmの位置にある。
シヴィスワチ川の水力発電所がある。
町から約21キロ離れた場所に、使われなくなった軍事基地があった。2023年6月、隣国ロシアで発生したワグネルの反乱を経て、民間軍事会社ワグネル・グループの元基地を拠点とする動きが見られた。